# Данолли
Данолли (гэльск. Caisteal Dhùn Ollaidh, англ. Dunollie Castle) — замок в округе Аргайл-энд-Бьют на западном побережье Шотландии. Расположен на севере города Обан.

## История замка
В VII веке во времена Дал Риады на высоком холме (Dun Ollaigh) было построено первое укрепление, а первый каменный замок был заложен в XIII веке Юэном Макдугаллом. Сохранившиеся до наших дней руины относятся к XV веку. В 1644 году маркиз Аргайла захватил замок, но в 1661 году клану Макдугаллов удалось отбить Данолли. В 1746 году Макдугаллы построили неподалёку поместье Данолли и покинули замок.

## Информация для посетителей
Замок открыт круглосуточно на протяжении всего года.

Вход бесплатный.